# Pedro Botelho (calciatore)
Pedro Roberto Silva Botelho (Salvador, 14 dicembre 1989) è un calciatore brasiliano, difensore della Desportiva.

## Carriera
Cresciuto in Brasile nel Figueirense, club con il quale esordisce nella Coppa del Brasile nella vittoria per 2-1 contro il Vasco da Gama del 25 aprile 2007, viene prelevato nel 2007 dagli inglesi dell'Arsenal, che lo girano in prestito prima al Salamanca, dove rimane per due stagioni, poi al Celta Vigo ed infine al Cartagena, squadre che nei rispettivi periodi militavano nella seconda serie spagnola. Nei tre anni di seconda serie spagnola ha totalizzato 101 presenze.